# ایمن زیدان
أیمن زیدان با نام کامل أیمن غالب زیدان (زاده ۱ سپتامبر ۱۹۵۶ در رحیبه، ریف دمشق) بازیگر سینما و تلویزیون اهل کشور سوریه است.

## زندگی شخصی
أیمن غالب شکری الزیدانی یا أیمن زیدان در اول سپتامبر سال ۱۹۵۶ در شهر کوچکی با نام الرحیله در شمال شرق دمشق زاده شد. او در یک خانواده متوسط زاده شد، پدرش غالب زیدان پلیس بود. ایمن دوران کودکی خود را در روستای الرحیله گذراند. بعد از دوران نوجوانی به همراه خانواده به دلیل شغل پدرش به شهر دمشق نقل مکان کردند.
او با بازیگر و هنرمند سوری نورمان أسعد ازدواج کرد و حاصل این ازدواج فرزند دختری با نام جودی بود. ایمن زیدان پسری هم به نام نور داشت که در سن ۱۹ سالگی بر اثر ابتلا به سرطان درگذشت.

## زندگی هنری
ایمن زیدان کار خود را با برنامه المسابقات وزنک برای مدتی آغاز کرد. او همچنین مدیر شرکت الشام الدولیة للإنتاج السینمائی والتلفزیونی و عضو مجلس مردمی بود. وی در سریال‌های تلویزیونی و فیلم‌های سینمایی و کارهای کمدی اش شهرت پیدا کرد.
ایمن را جز یکی از مهم‌ترین بازیگران در تاریخ درام سوریه می‌دانند. فعالیت‌های او باعث شد که خیل کثیری از ستارگان سینمایی را به سینمای سوریه تقدیم کند.
سریال یومیات مدیر عام به ترجمه فارسی «مدیر کل» در ایران پخش شده است که بازیگر نقش اصلی آن ایمن زیدان است. در این سریال بازیگران سوری چون مرح جبر، جهاد عبود، مدیحه کنیفاتی، نجلاء خمری و میریام عطاءالله ایفای نقش می‌کنند. سری دوم این مجموعه نیز بعد از ۱۵ سال کلید خورد.